# Українське (Павлоградський район)
Украї́нське — село в Україні, у Юр'ївській селищній громаді Павлоградського району Дніпропетровської області. Населення за переписом 2001 року становить 66 осіб. До 2017 орган місцевого самоврядування — Юр'ївська селищна рада.

## Географія
Село Українське знаходиться на лівому березі пересихаючої річки Водяна, нижче за течією на відстані 1 км і на протилежному березі — село Новогригорівка.

## Історія
12 червня 2020 року, відповідно до розпорядження Кабінету Міністрів України № 709-р «Про визначення адміністративних центрів та затвердження територій територіальних громад Дніпропетровської області», увійшло до складу Юр'ївської селищної громади.
19 липня 2020 року, в результаті адміністративно-територіальної реформи та ліквідації Юр'ївського району, село увійшло до складу Павлоградського району.

## Інтернет-посилання
- Погода в селі Українське [Архівовано 20 грудня 2011 у Wayback Machine.]